# Pyrosoma ovatum
Pyrosoma ovatum är en ryggsträngsdjursart som beskrevs av Neumann 1909. Pyrosoma ovatum ingår i släktet Pyrosoma och familjen Pyrosomatidae. Inga underarter finns listade i Catalogue of Life.